# Altendorf SZ
| SZ ist das Kürzel für den Kanton Schwyz in der Schweiz. Es wird verwendet, um Verwechslungen mit anderen Einträgen des Namens Altendorf zu vermeiden. |

Altendorf (in einheimischer Mundart Altedorf [ˈɑltəˌd̥oɾf]) ist ein Dorf und eine politische Gemeinde im Bezirk March des Schweizer Kantons Schwyz. Sie liegt am südlichen Ufer des Obersees und umfasst auch die Weiler Seestatt und Steinegg und die Streusiedlungen am Muschelberg, Mittlisberg, Vorderberg und im Schlipf.

## Geographie
Das Gemeindegebiet umfasst 2085 Hektaren, der höchste Punkt (Rinderweidhorn) liegt auf 1316 m ü. M., der Bahnhof (heutiger Haltepunkt der SBB) auf 412 m ü. M.
Die Gemeinde grenzt westlich an die Gemeinden Freienbach und Einsiedeln, östlich an die Gemeinden Lachen und Galgenen sowie im Süden an die Gemeinde Vorderthal. Der nördliche Ortsrand ist vom Zürichsee begrenzt.

## Geschichte
Eine frühe Besiedlung schon zu römischer Zeit kann seit den Grabungen bei der Pfarrkirche (1960/61) angenommen werden, wo in angeschwemmten, vielleicht von einem römischen Gutshofe herrührenden Schichten neben Tonscherben des 1. bis 3. Jahrhunderts n. Chr. auch fünf römische Münzen (aus der Zeit von 14 bis 138 n. Chr.) und eine gallische Münze (Sequani Billon aus dem 3. oder 2. Jahrhundert v. Chr.) zum Vorschein kamen. Seit dem 7./8. Jahrhundert ist die Besiedlung durch Alemannen nachgewiesen.
Der Ort wird zum ersten Male am 14. August 972 als Rahprehteswilare in einer Urkunde Kaiser Ottos II. erwähnt, in welcher dem Kloster Einsiedeln Güter bestätigt wurden. Nachdem die Herren von Rapperswil schon im frühen 13. Jahrhundert ihren Wohnsitz auf das neue Schloss am gegenüberliegenden Seeufer verlegt hatten, erscheint im 14. Jahrhundert zur Unterscheidung der Zusatz lat. vetus/dt. alt; 1449 schliesslich heisst es erstmals einfach ze dem Alten Dorf.

Historisches Luftbild von Werner Friedli (1953)

Das Gebiet von Altendorf gehörte zuerst zur Grosspfarrei Ufenau. Als selbständige, den Herren von Rapperswil gehörende Pfarrkirche ist sie erst 1275 nachgewiesen. Von der Pfarrei Altendorf trennte sich 1520 Lachen als eigene Pfarrei ab.

## Sehenswürdigkeiten
- Pfarrkirche St. Michael und Kapellen[6]

## Eisenbahn
Im Jahre 1875 wurde unter der Leitung von Ingenieur Bösch die Linksufrige Seebahn der Schweizerischen Nordostbahn durch Altendorf hindurch verlegt. Als Probebelastung fuhr dann am 17. September 1875 die erste Dampflokomotive durch Altendorf und am 20. September die erste Zugkomposition. Es dauerte dann aber noch rund 43 Jahre, bis der erste Zug in Altendorf anhielt. Am 1. Juni 1918 wurde in festlichem Rahmen die Bahnstation Altendorf eingeweiht.
Heute wird die Bahnstation von der S 2 Zürich Flughafen – Zürich HB – Pfäffikon SZ – Ziegelbrücke  sowie im ZVV-Nachtnetz an Wochenenden mit der SN8 Pfäffikon ZH – Wallisellen – Zürich HB – Thalwil – Lachen  der S-Bahn-Zürich bedient und befindet sich an der Hauptachse Zürich-Chur.
Eng im Zusammenhang mit der Elektrifizierung der Eisenbahn steht die Etzelwerk AG, die im Jahre 1937 nach 5-jähriger Bauzeit, das aus dem Sihlsee gespeiste Etzelwerk in Betrieb nehmen konnte. Das später zum Pumpspeicherkraftwerk ausgebaute Etzelwerk ist das einzige grosse Bahnstromkraftwerk der SBB im Mittelland respektive den Voralpen.

## Wirtschaft, Verkehr
Nachdem das Dorf von jeher bäuerlich geprägt war, nahm im Jahre 1950 die Industrialisierung ihren Lauf. Nach und nach siedelten sich in Altendorf Unternehmen des Bau-, Transport- und des grafischen Gewerbes, Schiffbau, Metallspritzwerk, Holz-, Auto- und Maschinenindustrie sowie Farben- und Lackhersteller an. Die Etzelwerk AG besitzt auch eine Konzession, um den Kanton Schwyz mit Strom zu beliefern. SBB-eigene Übertragungsleitungen befördern Bahnstrom nach Gossau SG, Ziegelbrücke und Sargans.
Mit der Eröffnung der Autobahn A3 im November 1973 wurde die Entwicklung von Altendorf noch zusätzlich beeinflusst. Zu einem weiteren wichtigen Ereignis zählt auch der Bau der Alterswohnheims Engelhof, welches 1983 eröffnet werden konnte und seit damals ständig den wachsenden Bedürfnissen angepasst worden ist. Mit Wirkung ab dem 1. Januar 2001 fand dann die Umwandlung des Alterswohnheims in eine Stiftung statt, und diese trägt nun den Namen «Stiftung Seniorenzentrum Engelhof».
1991 wurde zwischen Reichenburg und Pfäffikon SZ eine Buslinie lanciert, die auch Altendorf bedient. Konzessionär ist der Schweizerische Postautodienst, der den Transportauftrag an die Transportunternehmung Xaver Kistler in Reichenburg vergibt.
1989 wurde das Dorfzentrum fertiggestellt, in dem sich im einen Teil die Verwaltung und im anderen Teil der Vereinstrakt zum Nutzen der Ortsvereine befindet. Am 21. August 1993 fand die Aufrichte des Dorfgadens statt, und 1998 konnte die Mehrzweckhalle ihrer Bestimmung übergeben werden.
Mit der Überdeckung der A3 auf einer Länge von 600 m wurden die beiden Dorfhälften wieder verbunden und es konnte neuer Raum für Sportanlagen und Wohnbauten geschaffen werden.

## Bevölkerung
| Bevölkerungsentwicklung | Bevölkerungsentwicklung | Bevölkerungsentwicklung | Bevölkerungsentwicklung |
| Jahr                    | Einwohner               | Jahr                    | Einwohner               |
| ----------------------- | ----------------------- | ----------------------- | ----------------------- |
| 1941                    | 837                     | 1995                    | 4338                    |
| 1950                    | 2079                    | 1998                    | 4378                    |
| 1960                    | 2172                    | 1999                    | 4498                    |
| 1970                    | 2348                    | 2000                    | 4571                    |
| 1980                    | 3005                    | 2001                    | 4712                    |
| 1985                    | 3513                    | 2002                    | 4834                    |
| 1990                    | 3650                    | 2005                    | 5334                    |

## Persönlichkeiten

### Söhne und Töchter der Stadt
- Kaspar Knobel (1882–1953), Förster und Politiker
- Alois Wisi Fleischmann (1926–2022), Bergsteiger und Pionier des Extremkletterns in der Schweiz
- Hanspeter Knobel (* 1963), Biathlet
- Andrea Dettling (* 1987), Skirennfahrerin

### Personen mit Bezug zur Gemeinde
- Edward Quinn (1920–1997), irischer Jet-Set-Fotograf, starb in Altendorf
- Charles Vögele (1923–2002), Unternehmer, Autorennfahrer und Formel-1-Teammanager, starb in Altendorf

## Bilder

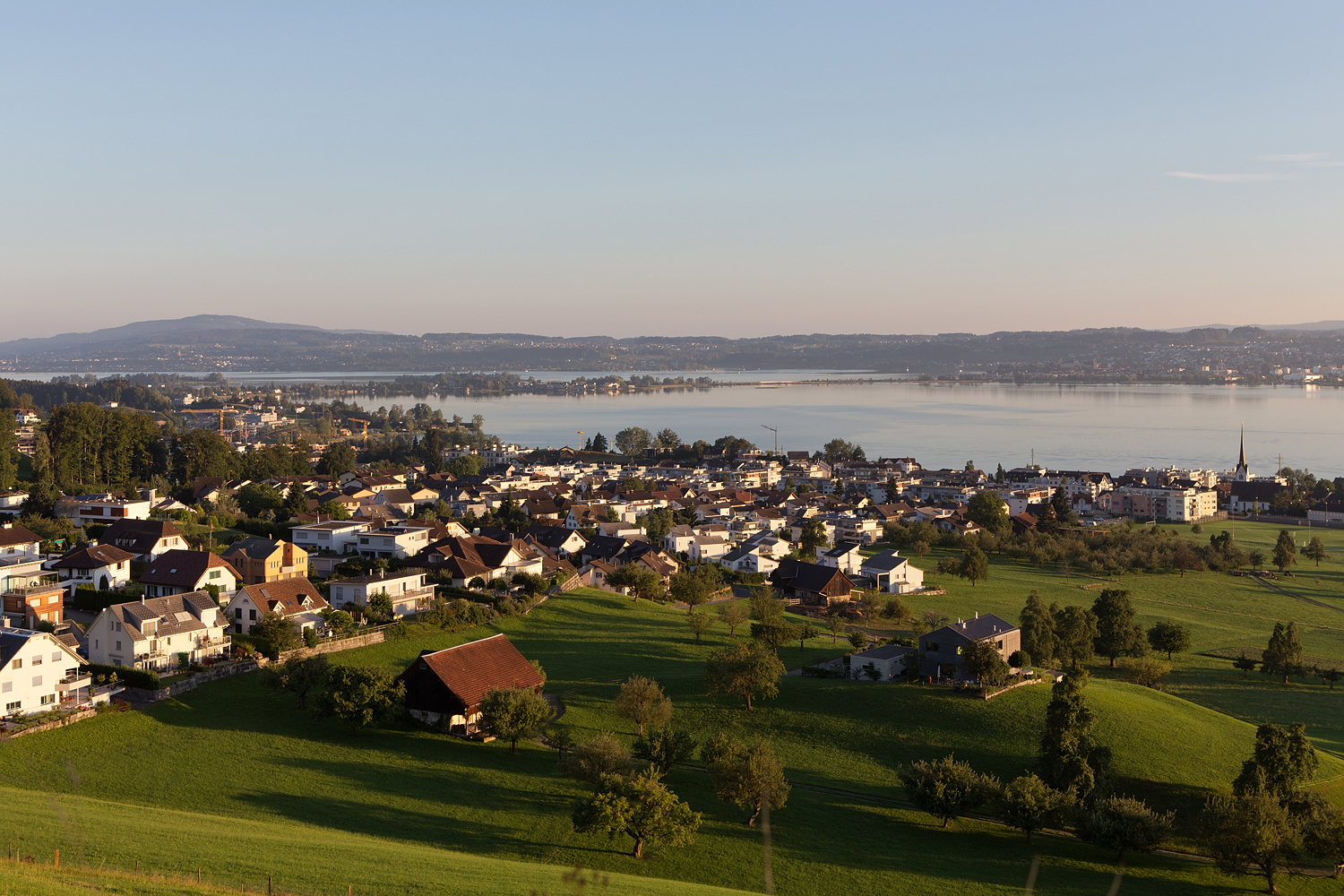
Altendorf
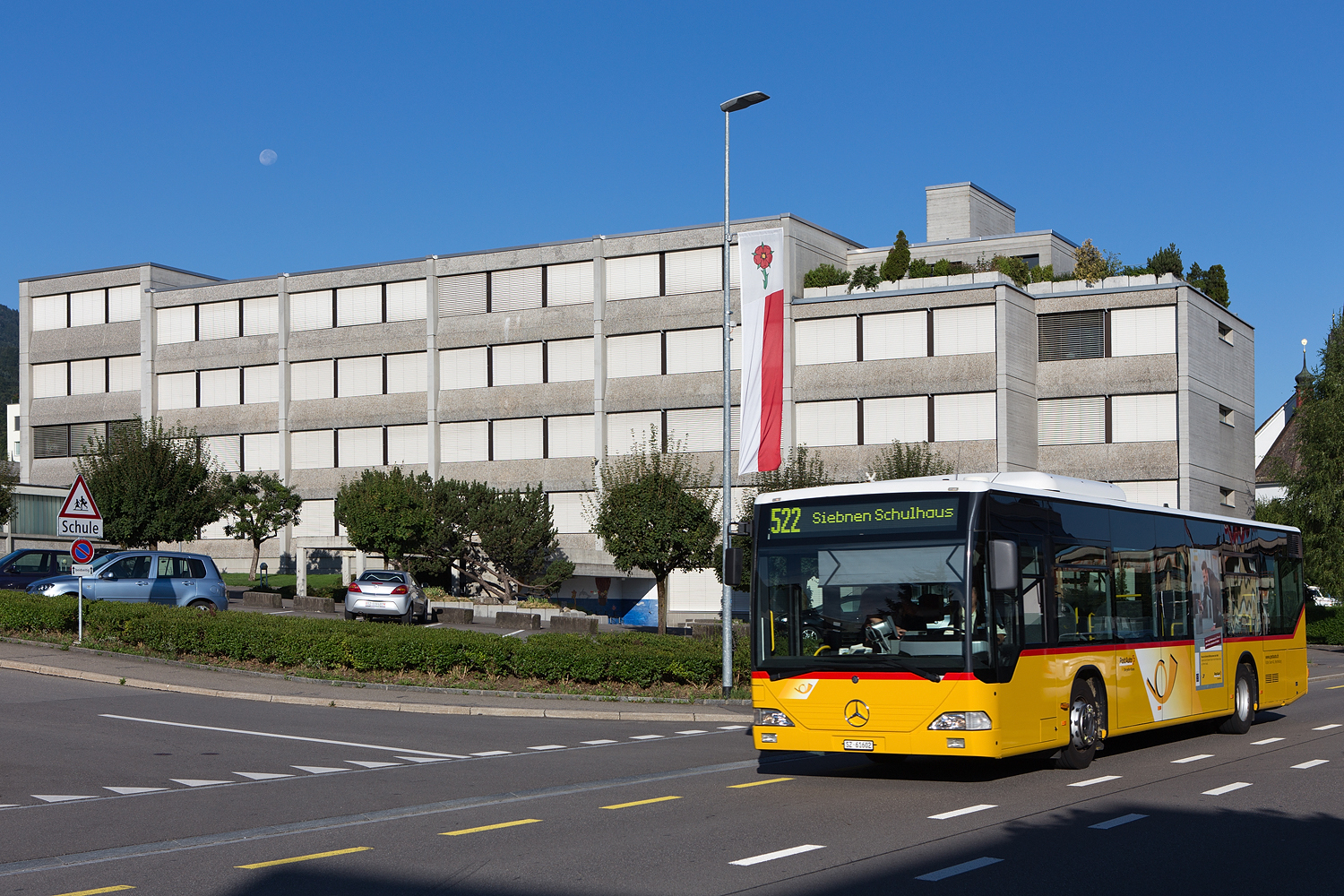
Schulhaus Burggasse
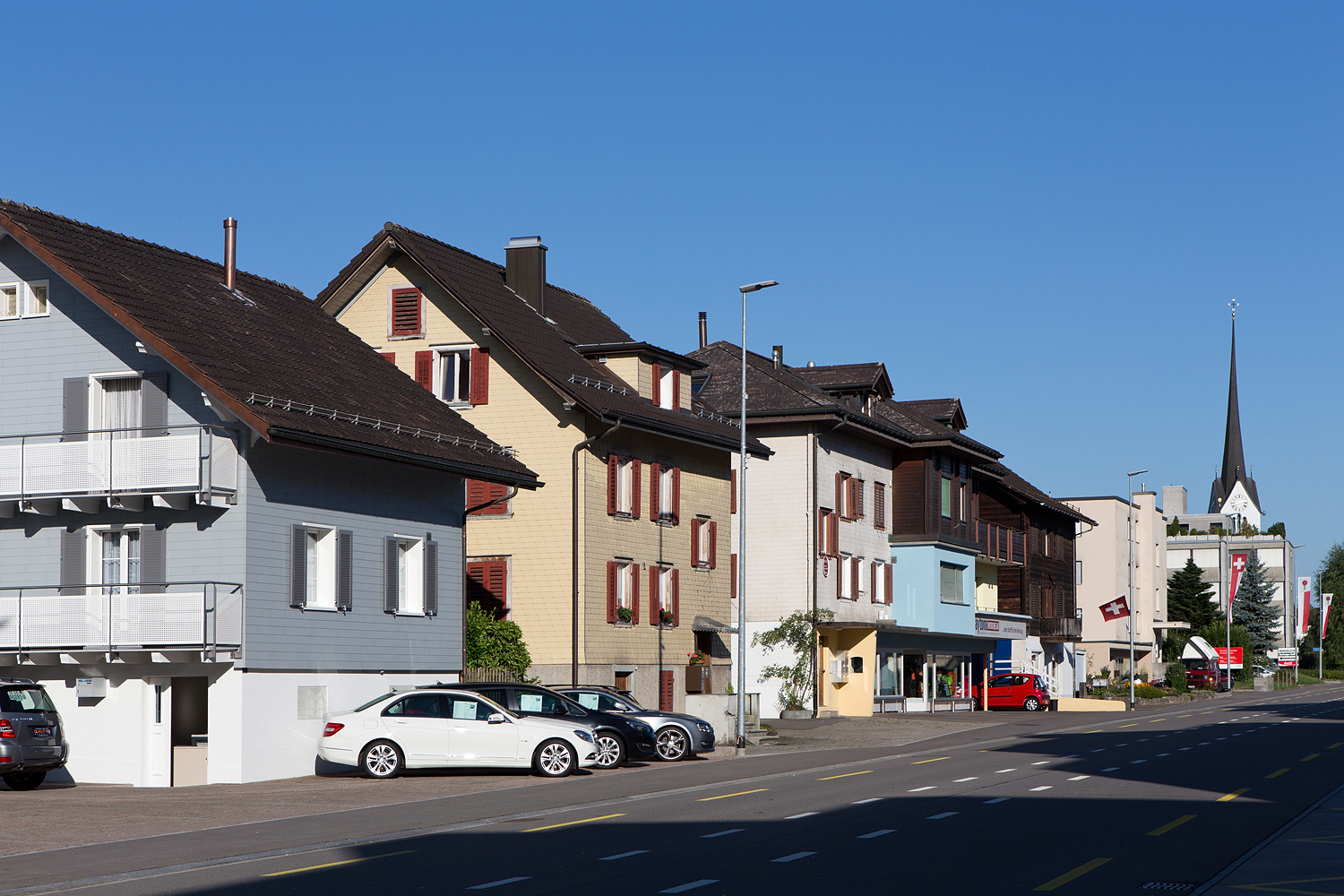
Churerstrasse
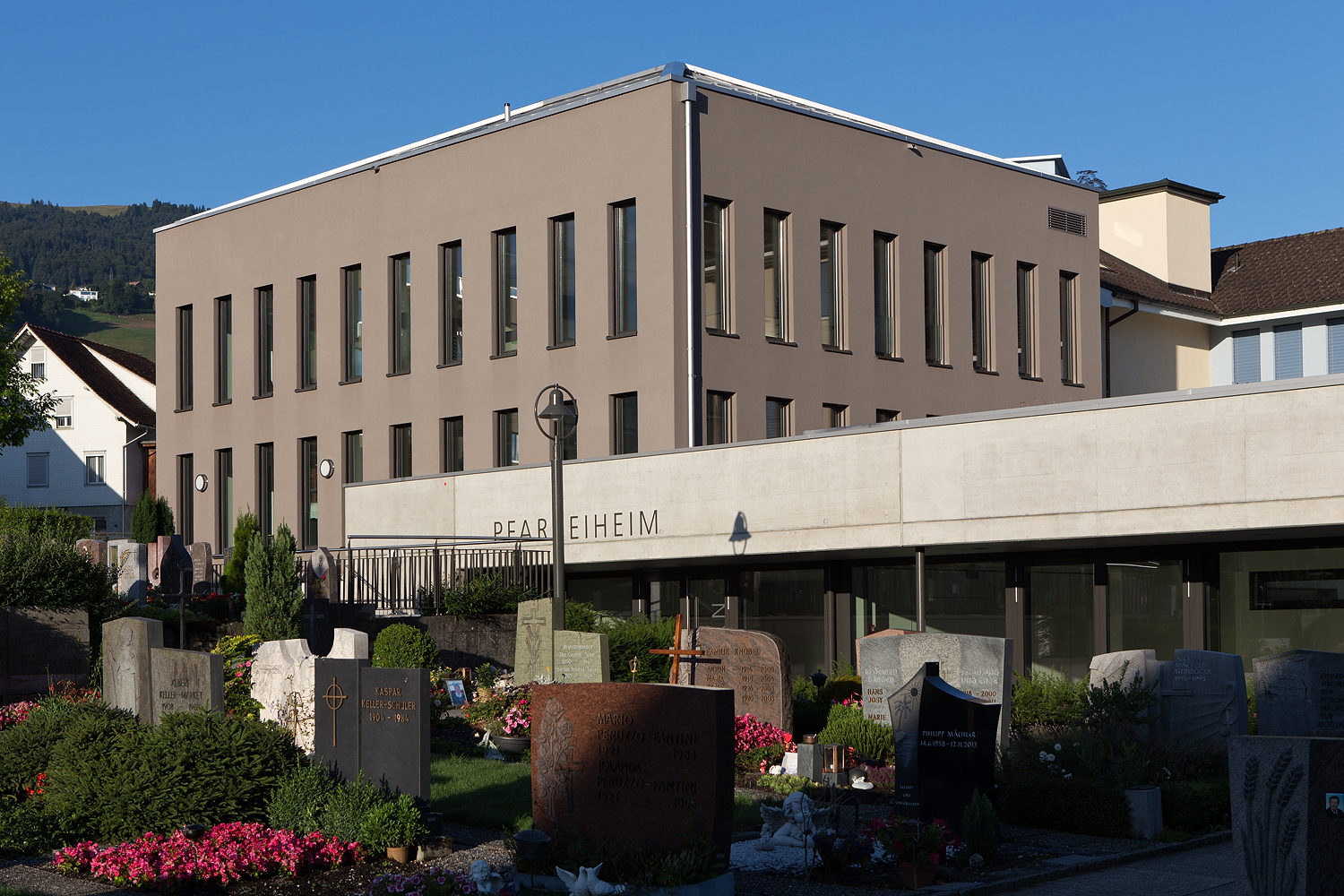
Pfarreiheim
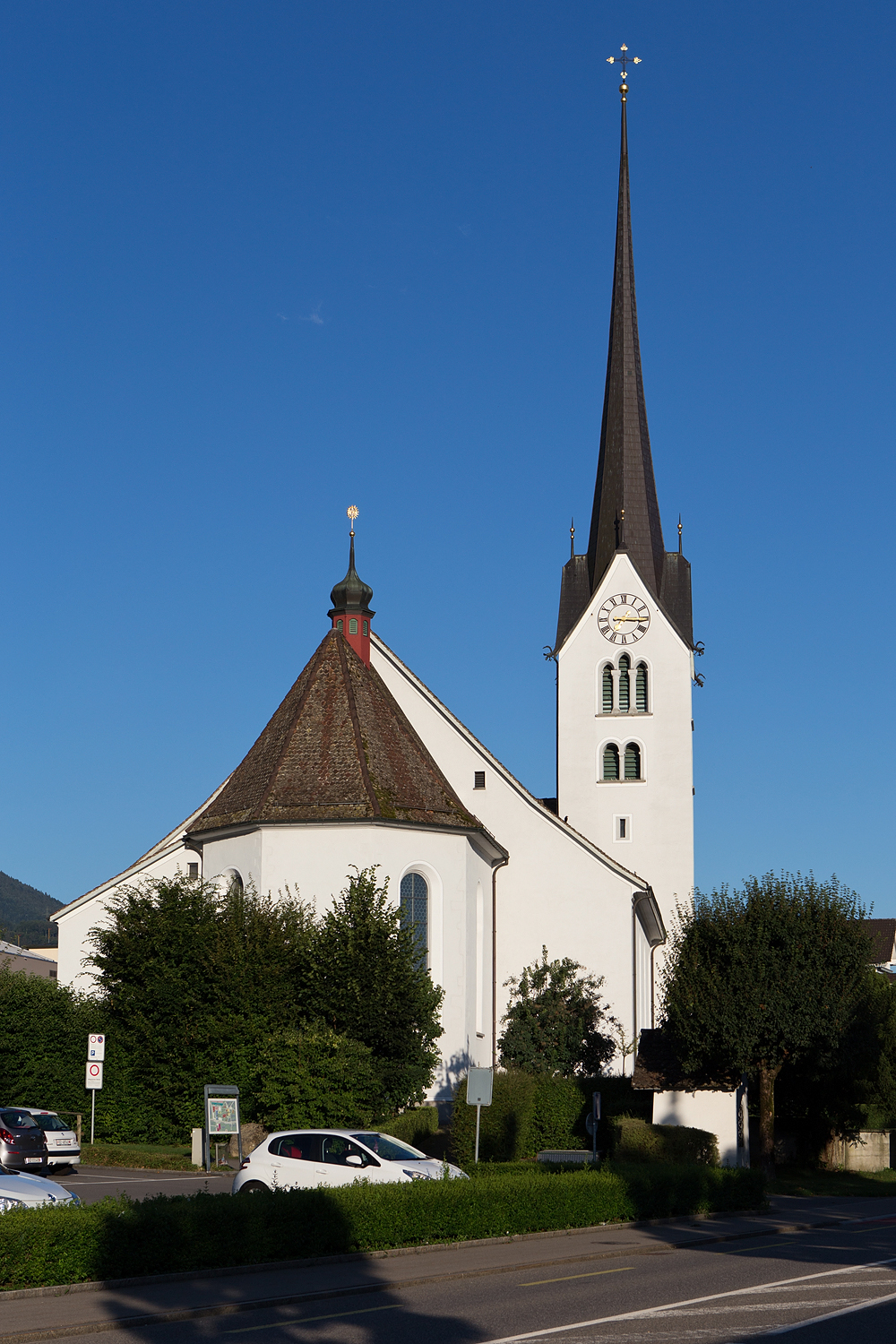
Pfarrkirche St. Michael
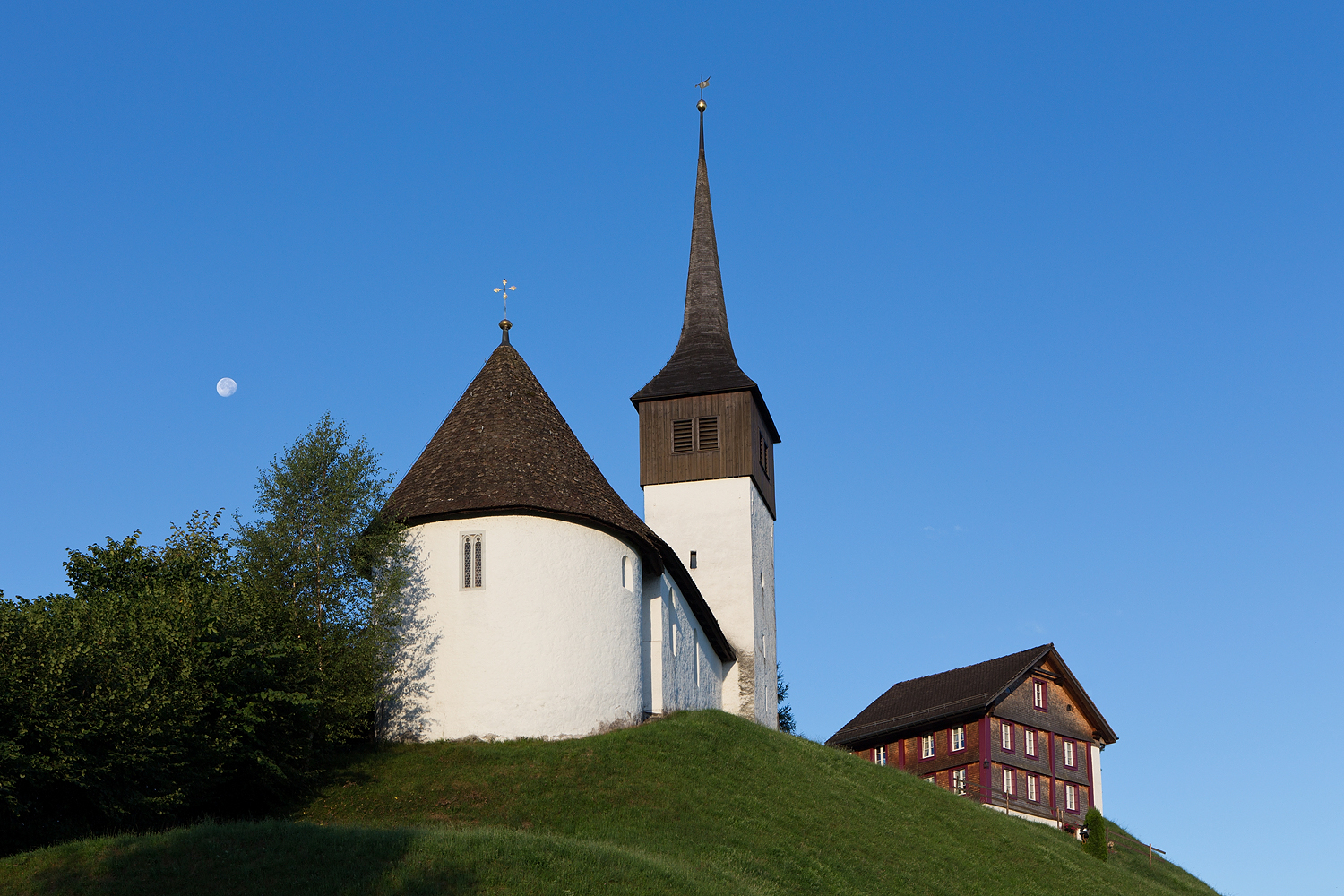
Kapelle St. Johann und Sigristenhaus
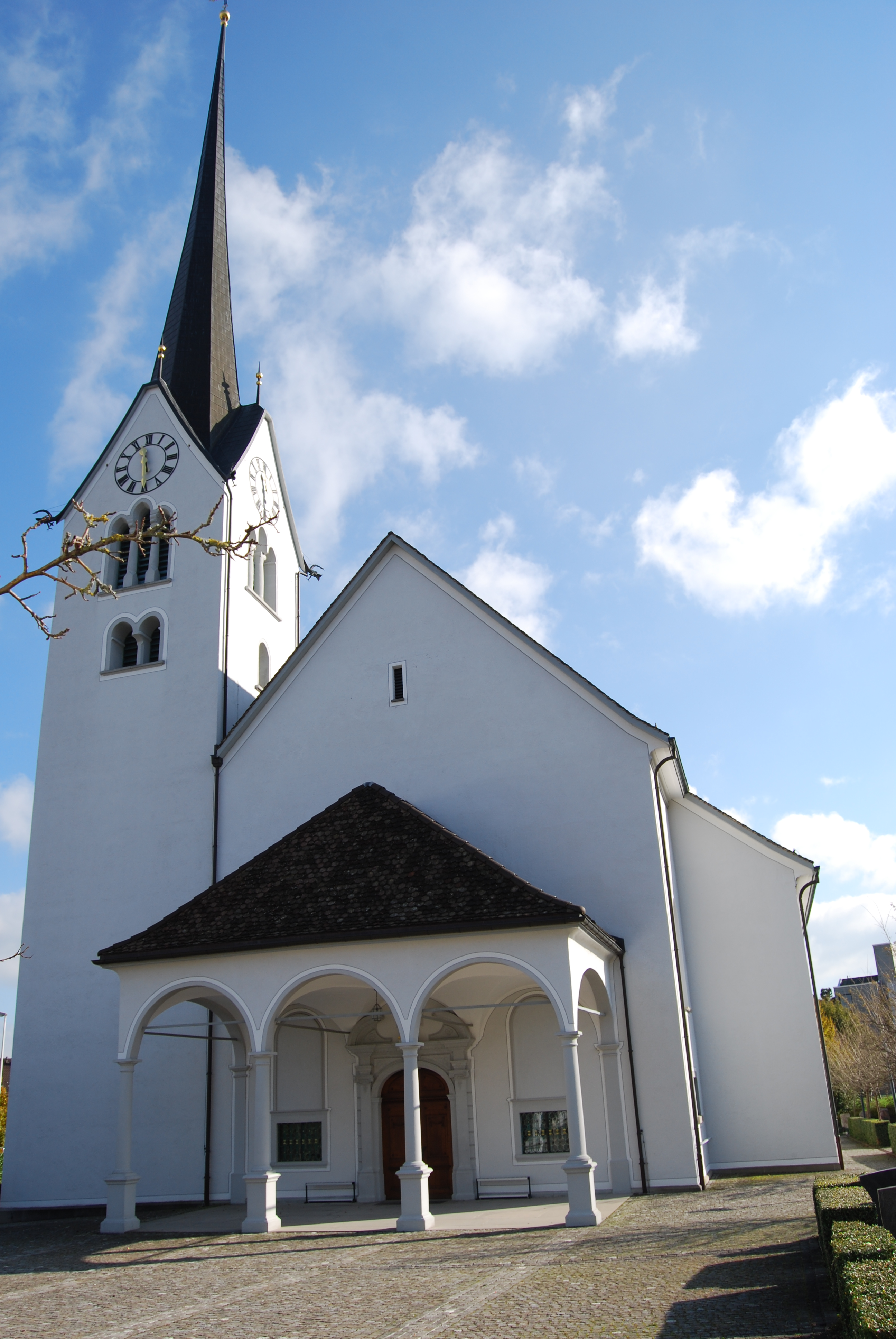
Katholische Sankt-Michaelskirche
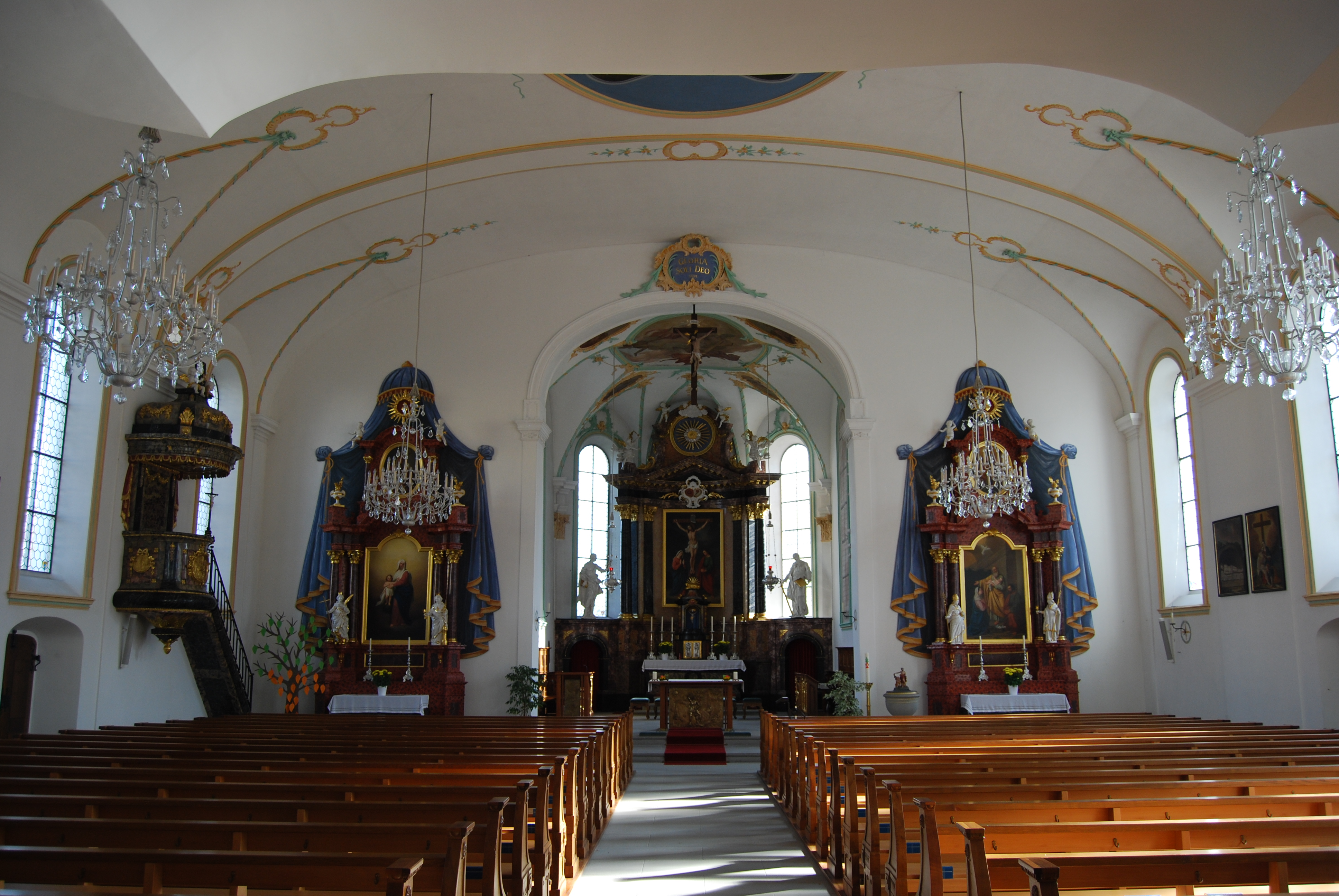
Innenansicht der Sankt-Michaelskirche
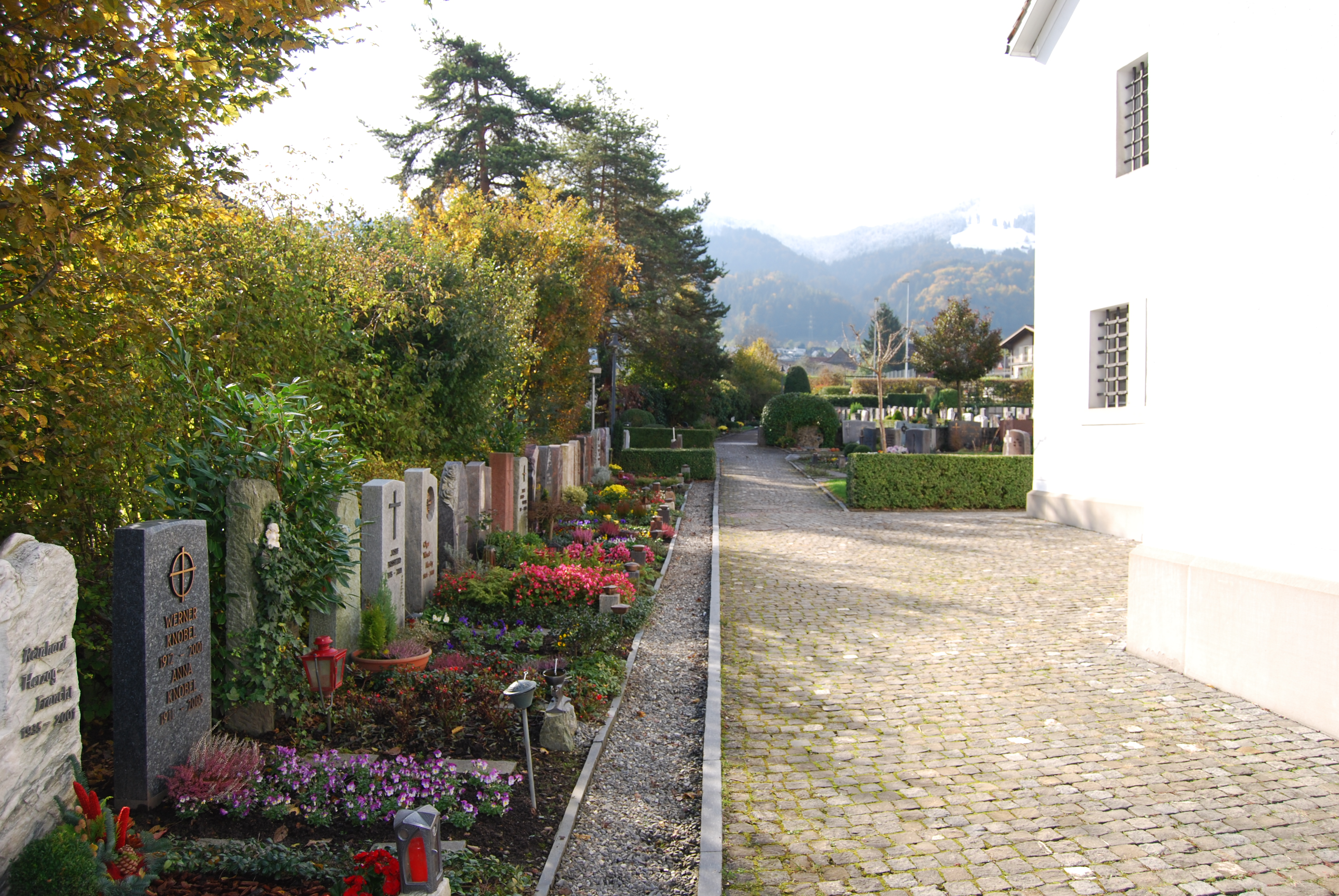
Friedhof
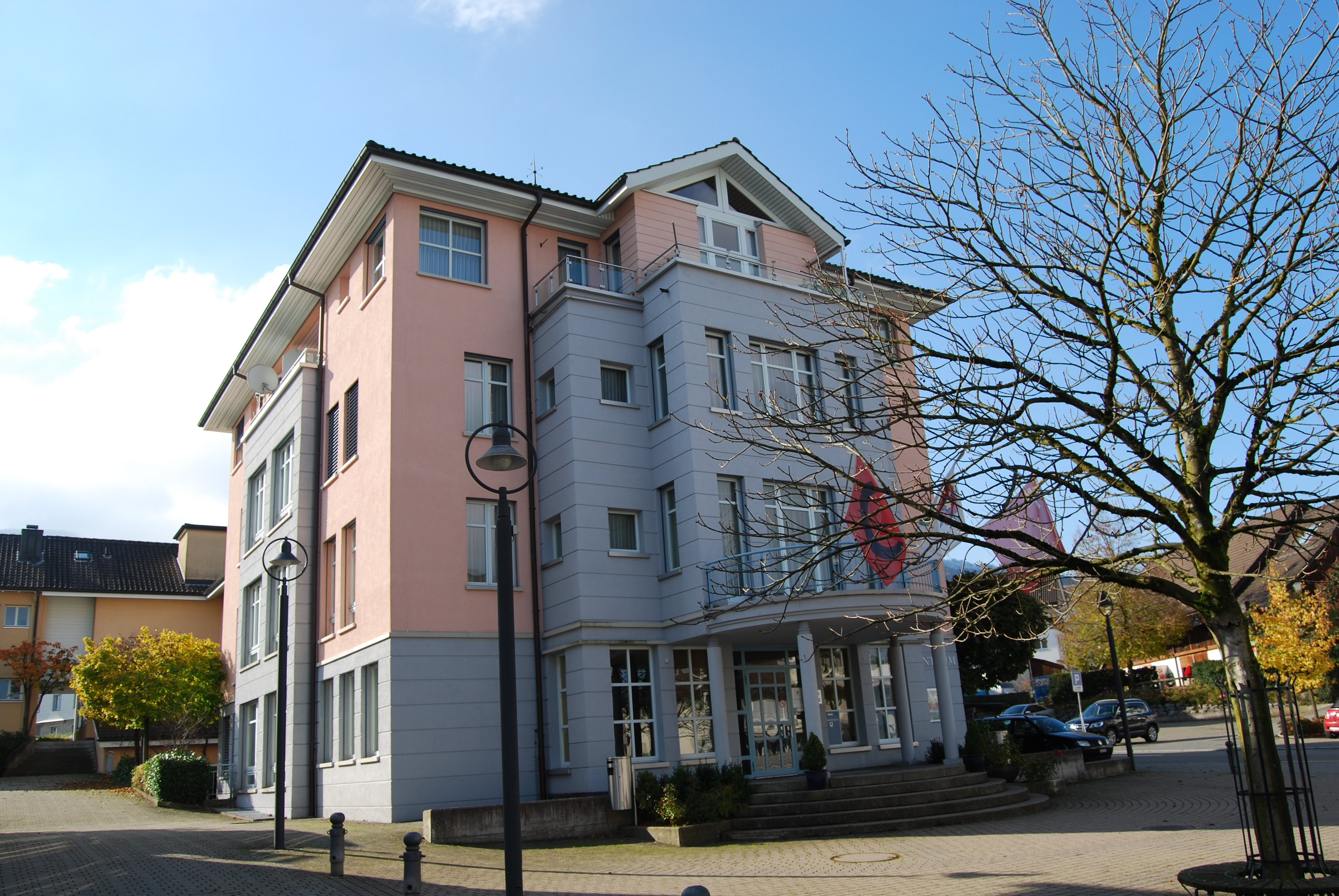
Gemeindehaus
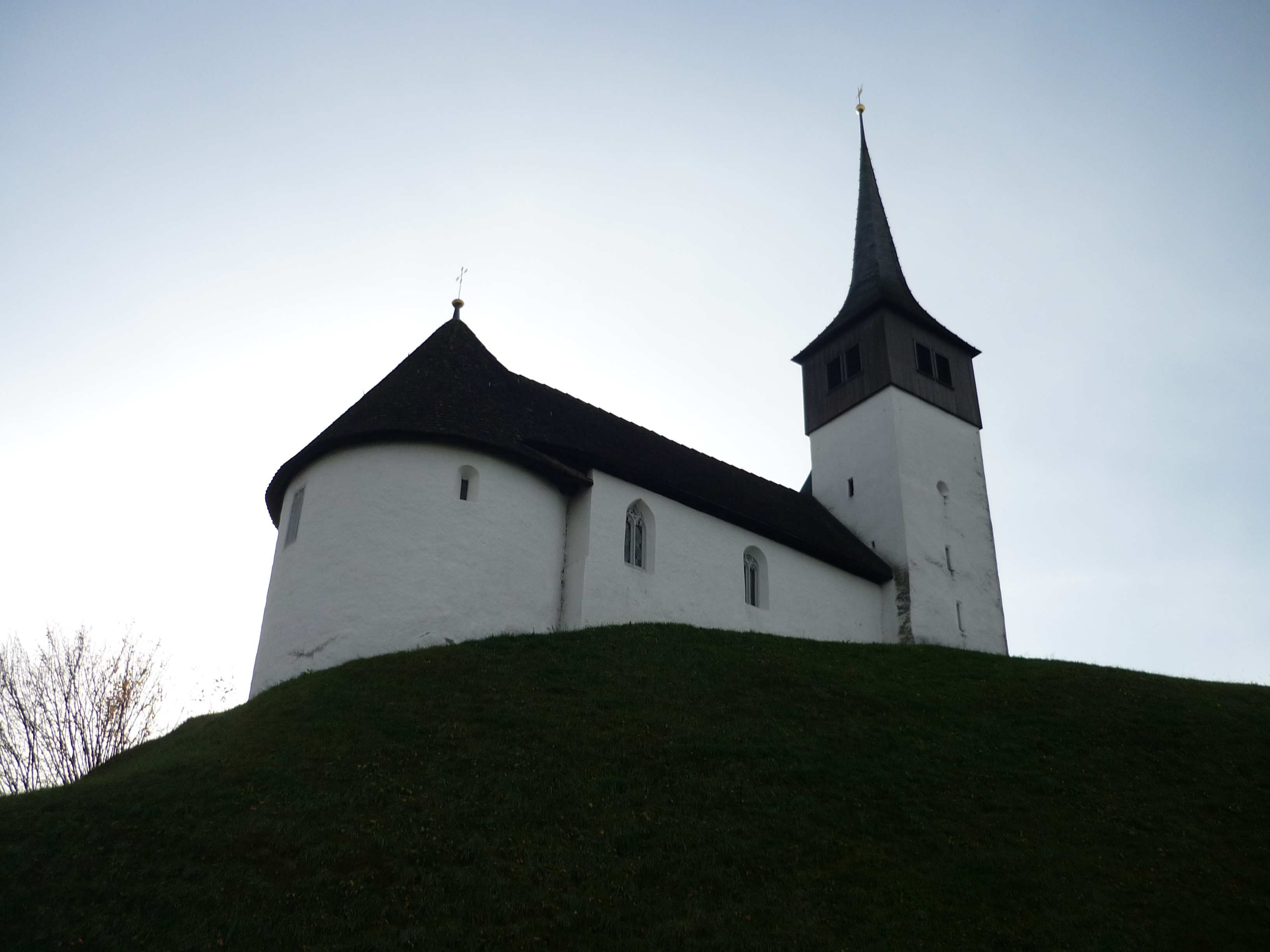
Kapelle St. Johann
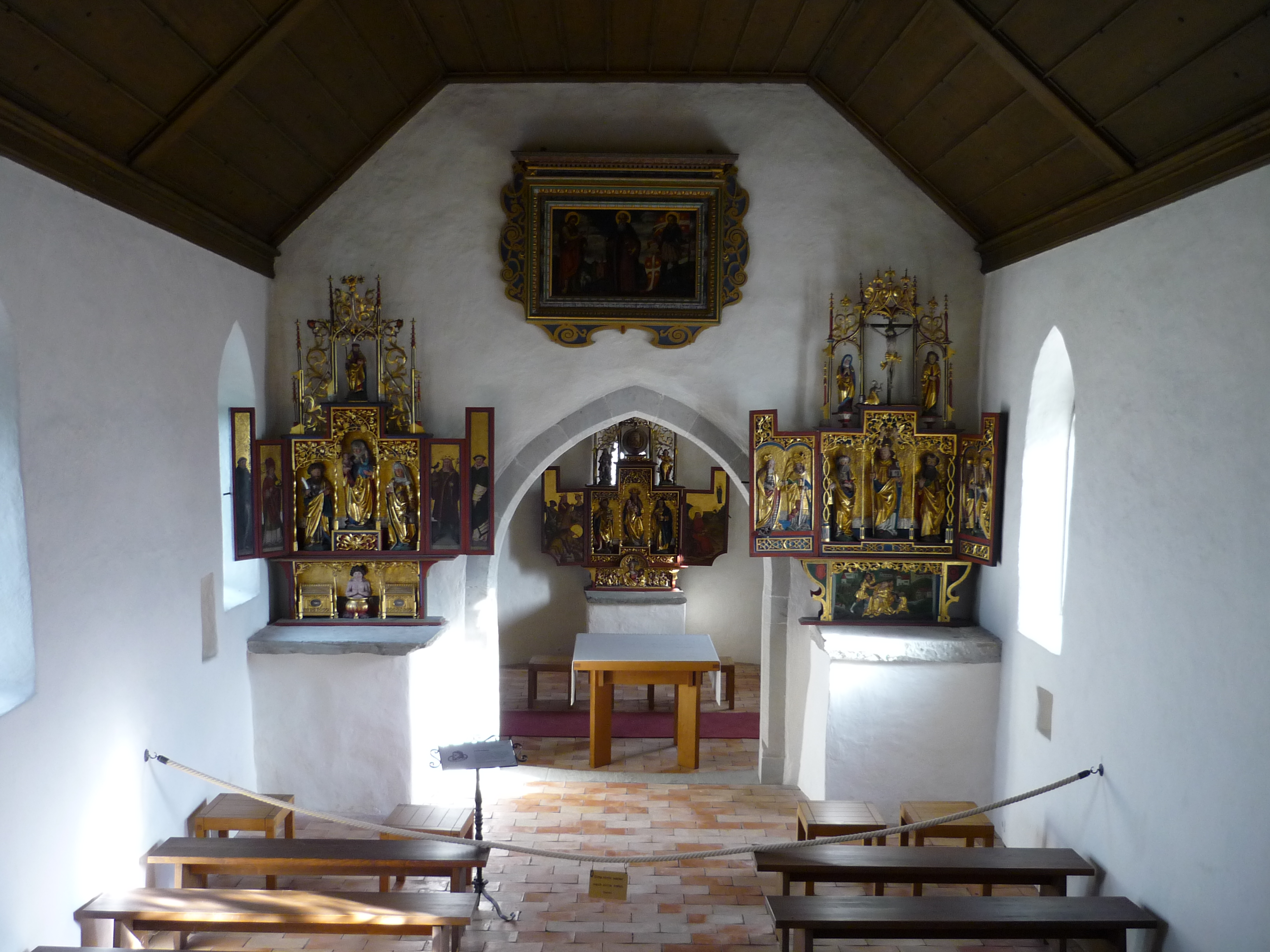
Innenansicht der Kapelle St. Johann